# Léguillac-de-Cercles
Léguillac-de-Cercles är en kommun i departementet Dordogne i regionen Nouvelle-Aquitaine i sydvästra Frankrike. Kommunen ligger i kantonen Mareuil som tillhör arrondissementet Nontron. År 2018 hade Léguillac-de-Cercles 284 invånare.

## Befolkningsutveckling
Antalet invånare i kommunen Léguillac-de-Cercles
Referens:INSEE